# دانه‌خوار بلوطی
دانه‌خوار بلوطی (نام علمی: Sporophila cinnamomea) نام یک گونه از سرده دانه‌خوارهای اصلی است.